# Black Kids
Black Kids est un groupe de rock indépendant américain, originaire de Jacksonville, en Floride. Le premier EP du groupe Wizard of Ahhhs, reçu un succès critique en 2007, et est suivi du premier album du groupe Partie Traumatic qui débute 5e dans les charts anglais en juillet 2008.

## Biographie

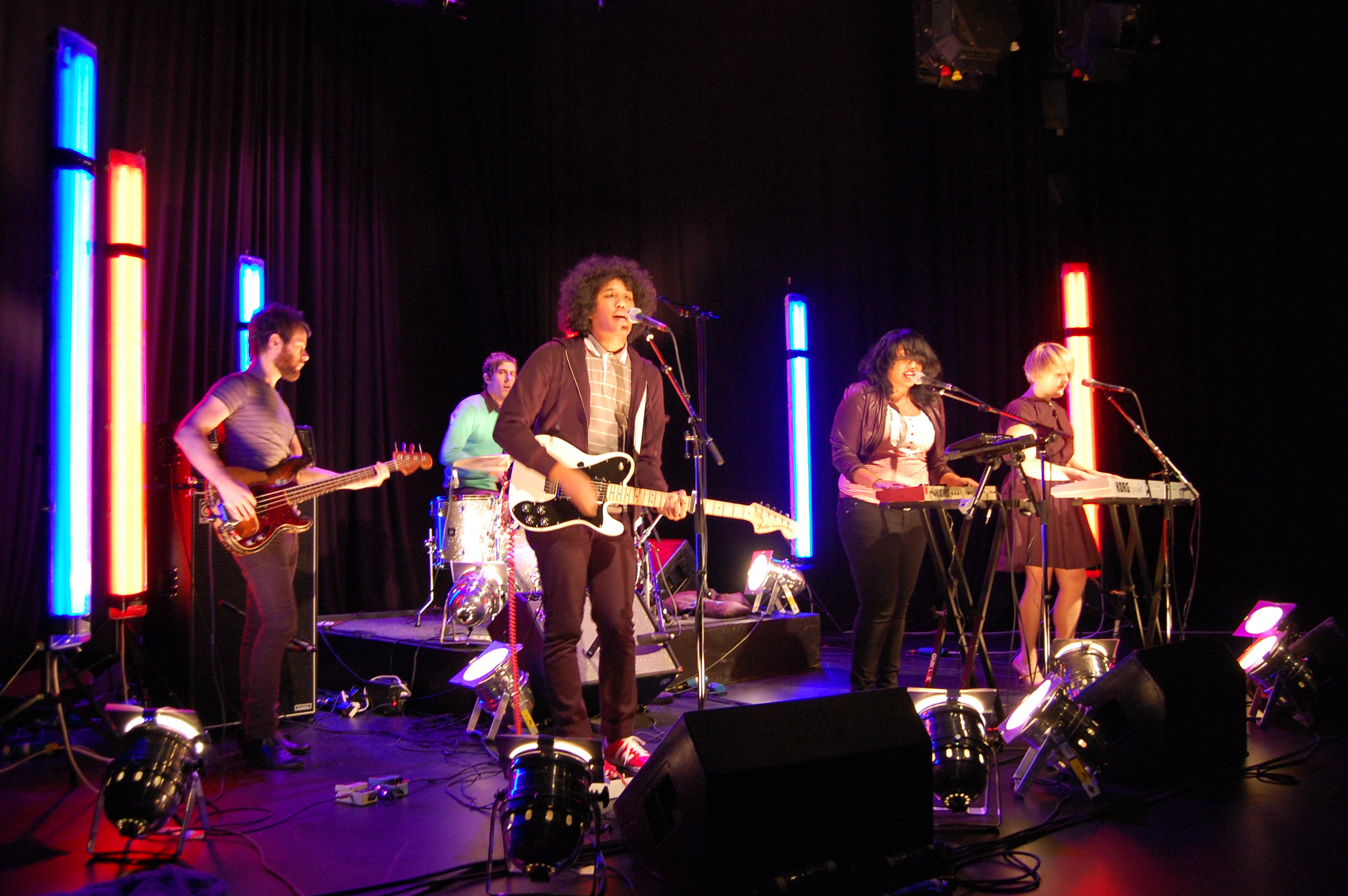
Black Kids en concert en 2008.

Black Kids est composé du chanteur et guitariste Reggie Youngblood, d'Owen Holmes (basse), Kevin Snow (batterie), Dawn Watley (clavier et voix), et d'Ali Youngblood (claviers, voix, et sœur de Reggie). Le groupe s'est formé au début de l'année 2006. Bien que le groupe soit originaire de Jacksonville, il reçoit une attention importante à la suite d'un concert à l'Athens Popfest (Athens, Géorgie) le 11 août 2007. Ce concert entraîna d'importantes retombées presse (NME, Vice, The Guardian). Le même mois, un EP démo, Wizard of Ahhhs, est publié sur Myspace et en téléchargement. Peu après, Black Kids commença à travailler avec Quest Management, qui manage également Björk et Arcade Fire. Au mois d'octobre, l'EP reçut la note de 8,4/10 par Pitchfork
Au mois de décembre le groupe fait sa première apparition hors des États-Unis, à Londres. Le groupe tourne en Grande-Bretagne début 2008 dans le Vice Live Tour avec Friendly Fires et Ipso Facto, puis avec Sons and Daughters et Kate Nash. Il en profita pour enregistrer Partie Traumatic, avec le producteur Bernard Butler, ancien guitariste du groupe Suede. Leur premier single I'm Not Gonna Teach Your Boyfriend How to Dance with You sort en Grande-Bretagne le 7 avril et se classa directement à la 11e place des charts. Il apparaît sur la bande originale de Jennifer's Body. Hurricane Jane, le single suivant sort le 23 juin et atteint la 36e place. L'album Partie Traumatic, sort, lui, le 7 juillet, se classant 5e. Il est disponible deux semaines après aux États-Unis (commençant à la 127e place). Au mois d'avril, ils tournent aux États-Unis avec Cut Copy. L'été, le groupe fait une large tournée des festivals incluant le Coachella, Glastonbury Festival, le T in the Park et Rock en Seine, pour leur première apparition française.
En 2015, le groupe se réunit à Athens pour enregistrer un deuxième album, Rookie. Rookie est coproduit par Andy LeMaster, et enregistré au  Chase Park Transduction d'Athens. Le groupe annonce l'album pour 2017 et publie un premier single, Obligatory Drugs. En août 2017, le groupe sort le clip IFFY. le 15 septembre 2017 sort Rookie qui est suivi par une tournée américaine.

## Discographie

### Albums studio
| Partie Traumatic | - Sortie : 7 juillet 2008 (Grande-Bretagne), 22 juillet (États-Unis) 2008 - Labels : Almost Gold (UK), Columbia (US) | 127 | 120 | 63 | 5 |
| Rookie           | - Sortie : 15 septembre 2017 - Label : Chase Park Transduction - Formats: CD, téléchargements                        | —   | —   | —  | — |

### EP
| Année | Titre                       |
| ----- | --------------------------- |
| 2007  | Wizard of Ahhhs - août 2007 |
| 2009  | Cemetery Lips - avril 2009  |

### Singles
| Année | Titre                                                    | Meilleure position | Meilleure position | Album            |
| Année | Titre                                                    | UK                 | US                 | Album            |
| ----- | -------------------------------------------------------- | ------------------ | ------------------ | ---------------- |
| 2008  | I'm Not Gonna Teach Your Boyfriend How to Dance with You | 11                 | -                  | Partie Traumatic |
| 2008  | Hurricane Jane                                           | 36                 | n/a                | Partie Traumatic |
| 2008  | Look at Me (When I Rock Wichoo)                          | 175                | n/a                | Partie Traumatic |

### Apparitions
- American Teen : Bande originale (2008) – I'm Not Gonna Teach Your Boyfriend How to Dance with You
- Jennifer's Body : Court extrait en début de film
- Bande son du jeu FIFA 09 : I'm Not Gonna Teach Your Boyfriend How to Dance with You (The Twelve Remix)
- Hurricane Jane dans la Bande son de PES 2010
- Gossip Girl : saison 2 episode 8 - "Partie traumatic"
- Glee : saison 2 épisode 20 - I'm Not Gonna Teach Your Boyfriend How to Dance with You
- 2 Broke Girls : saison 1 épisode 4 - I'm Not Gonna Teach Your Boyfriend How to Dance with You

## Récompenses
- Artist to Watch – Rolling Stone, novembre 2007
- Sound of 2008: Top 10 (#8) – BBC News, janvier 2008
- Best New Music pour Wizard of Ahhhs – Pitchfork, octobre 2007[5]
- Best of 2008 (#4) pour Partie Traumatic – New York Post, décembre 2008
- 50 Best Albums of the Year (#39) pour Partie Traumatic – The Observer, décembre 2008
- The 40 Best Albums of  2008 (#22) pour Partie Traumatic – Spin, décembre 2008
- The Top 50 Albums of 2008 (#43) pour Partie Traumatic – NME, décembre 2008
- Top 100 Tracks of 2007 (#68) pour la chanson I'm Not Gonna Teach Your Boyfriend How to Dance with You – Pitchfork, décembre 2007
- iTunes Single of the Week pour la chanson I'm Not Gonna Teach Your Boyfriend How to Dance with You – iTunes, 26 août 2008
- Top 10 Singles of 2008 (#2) pour la chanson I'm Not Gonna Teach Your Boyfriend How to Dance with You – New York Post, 17 décembre 2008
- Best Songs of 2008 (#22) pour la chanson I'm Not Gonna Teach Your Boyfriend How to Dance with You – Spinner, décembre 2008
- Best Single of 2008 pour la chanson I'm Not Gonna Teach Your Boyfriend How to Dance with You – The Sunday Mail, 21 décembre 2008
- Top Singles of 2008 (#36) - pour la chanson I'm Not Gonna Teach Your Boyfriend How to Dance with You  - Village Voice, 21 janvier 2009